# Трегуляевский Иоанно-Предтеченский монастырь
Трегуля́евский Иоа́нно-Предте́ченский монасты́рь — монастырь Тамбовской епархии Русской православной церкви в посёлке Тригуляй Тамбовского района Тамбовской области. Расположен на берегу Цны, недалеко от Тамбова.

## История
Согласно легенде своё название (Трегуляевский) получил в связи с тем, что в этих местах любил гулять епископ Питирим. Утверждается, что 15 сентября 1688 года он, совершая прогулку с навестившим его святителем Митрофаном Воронежским и иноком Иннокентием, избрал место для будущего монастыря в Ценском лесу недалеко от Тамбова.
Первым строителем и настоятелем монастыря стал иеромонах Варлаам. Во вновь построенной обители святитель имел свою келию. Вначале обитель носила название Предтеченской пустыни, а со второй четверти XVIII века стала монастырём. Первоначально обитель располагалась в полукилометре от берега Цны, в глубине леса, восточнее нынешнего места.
В 1691 году была построена деревянная церковь св. Иоанна Предтечи. По преданию, Питирим собственноручно выкопал в обители колодец, вода которого, как считается, обладает целебными свойствами.
В 1717 году в монастыре случился пожар, уничтоживший практически всю обитель, включая монастырский храм. Восстановленная Предтеченская церковь просуществовала до 1753 года, когда из-за ветхости была разобрана. Вместо неё была построена деревянная Введенская церковь, простоявшая до 1790 года, когда из-за ветхости была разобрана и она.
Активное строительство в монастыре шло в годы управления тамбовской епархией епископа Феофила (Раева) (1788—1811 годы). В 1789 году перестроены келии и трапезная, вновь построили настоятельский корпус. С 1790 по 1808 годы была построена каменная церковь Рождества Иоанна Предтечи. В то же время построены два каменных флигеля, а в 1795 году монастырь обнесли каменной стеной. С 21 августа 1822 года по 8 октября 1824 года архимандритом Трегуляева Предтечева монастыря был Филарет (Райский).
Второй пик строительства в монастыре приходится на конец XIX — начало XX века. В 1895—1902 годах в русско-византийском стиле построен храм Спаса Нерукотворного. В 1901 году во Введенском храме в обоих приделах обновлены иконостасы, произведена новая роспись стен. В 1903 году достроен Предтеченский соборный храм.
Управлял монастырем настоятель в сане архимандрита. Как правило вместе с настоятельской должностью он выполнял и обязанности ректора Тамбовской семинарии. Число монахов в монастыре во все годы было не велико и к 1917 году не превышало 20 человек. До революции монастырь был популярен среди паломников. Монастырь являлся местом пребывания ушедших на покой иерархов Тамбовской епархии: преосвященного Афанасия (Телятинского), «тамбовского Златоуста» епископа Николая (Доброхотова).
Святынями монастыря являлись: икона складень Неопалимой Купины, с мощами апостола Андрея Первозванного других угодников Божиих и частью от Гроба Господня; крест со святыми мощами Иоанна Предтечи; особо-чтимая чудотворная икона Божией Матери, именуемая «Скоропослушница» (принесена из Афонской обители в 1867 году).

### XX век
После революции монастырь был упразднён. Здесь разместились места лишения свободы, были осквернены храмы, утрачены могилы архипастырей, как и весь монастырский некрополь, засыпаны святые колодцы. В 1920—1921 годах был превращён в первый советский концлагерь для участников крестьянского восстания под предводительством А. С. Антонова, через который прошло более 27 тысяч человек. В конце 1922 года концлагерь был расформирован.
В 1927 году здесь разместилось тамбовское отделение исправительно-трудового дома, позже здесь располагались различные воинские части, а с начала 1960-х годов — военный полигон. В сохранившихся зданиях, в том числе и в церквах, размещались военные склады. Окончательно разрушение храмов и всего архитектурного комплекса обители произошло в 1950-е — 1960-е годы. Уцелели только несколько построек: трапезная, монашеский келейный корпус, конюшни, ледник, сеносушильни.

### Возрождение монастыря
В 1998 году началось возрождение монастыря. Был расчищен склон у реки, раскопан колодец, началось строительство храма и крытой купальни.
В 2002 году на территории бывшего Трегуляевского монастыря был возведён новый храм в честь Второго обретения мощей Святителя Питирима и часовня над источником, которую 8-го августа того же года освятил Патриарх Московский и всея Руси Алексий II во время своего визита в Тамбовскую епархию. Позже было образовано Архиерейское Подворье. Продолжаются работы по благоустройству территории: установлен забор, проведена газификация подворья, построена современная система отопления храма и дома настоятеля, установленные монастырские врата украшены иконой его основателя — святителя Питирима. Возобновилось богослужение в храме свт. Питирима и паломничество в монастырь и к святому источнику. В 2007 году территория монастыря из ведения Министерства обороны была передана Тамбовской епархии.

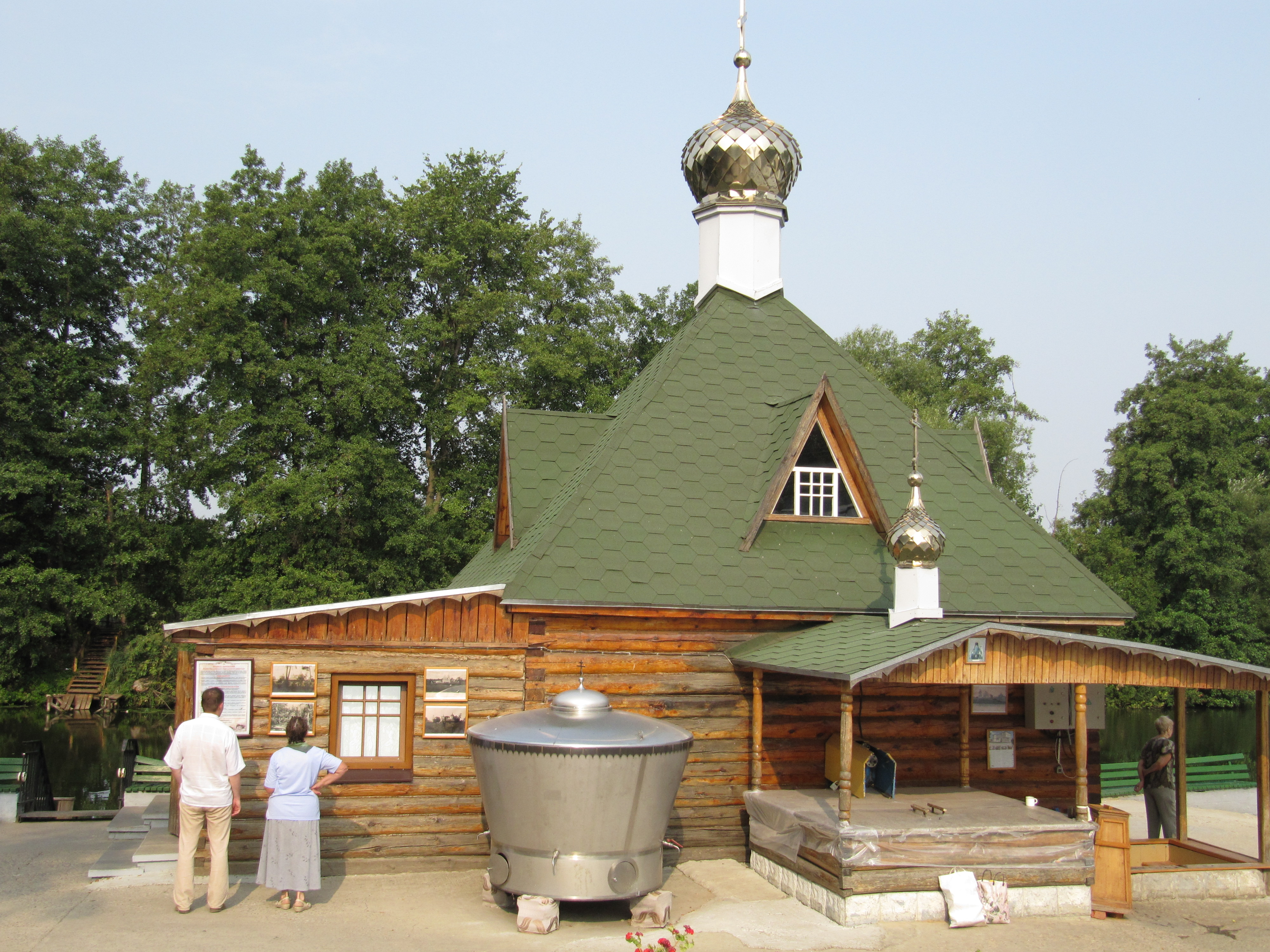
Святой источник
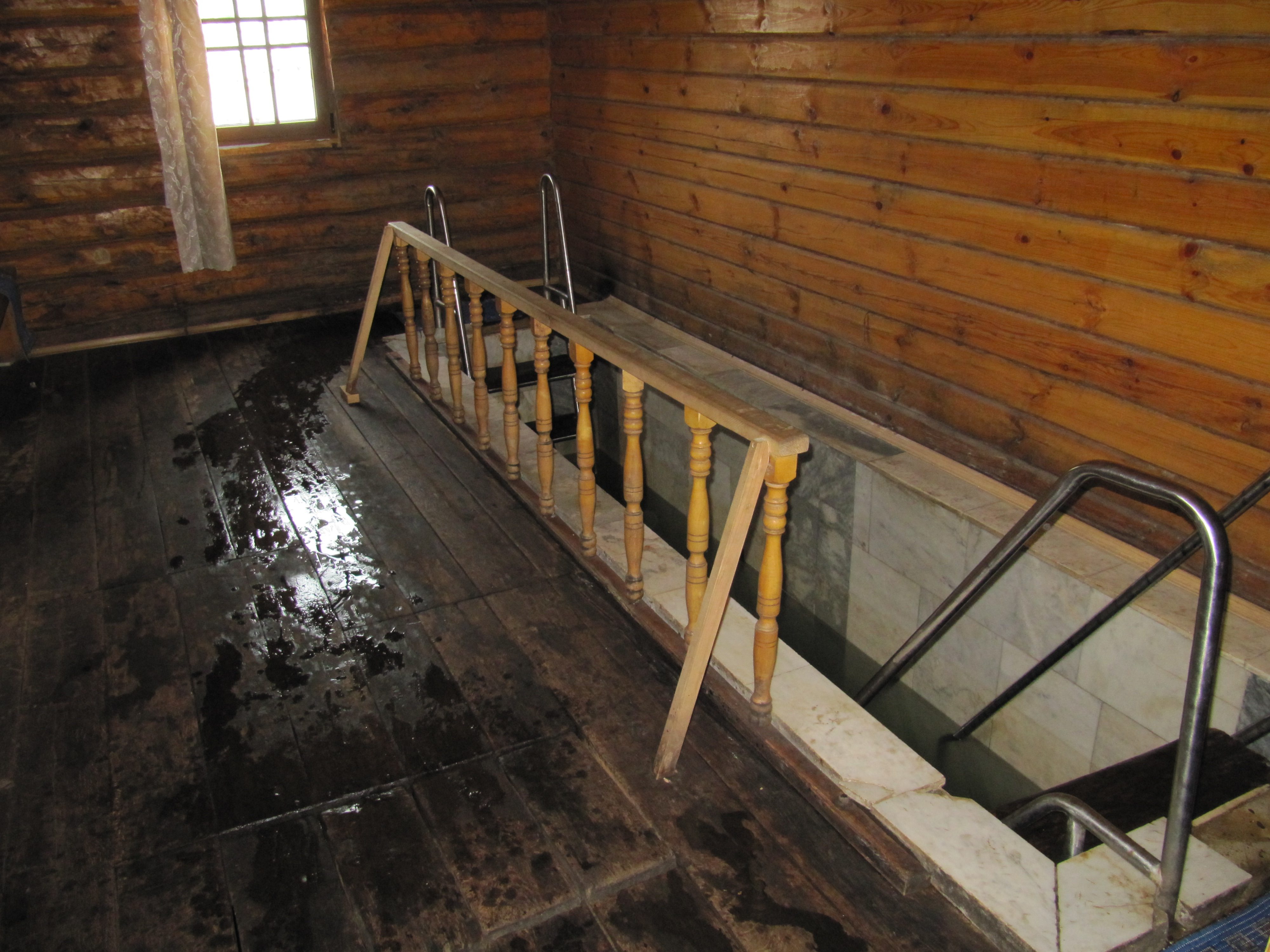
Купальня внутри
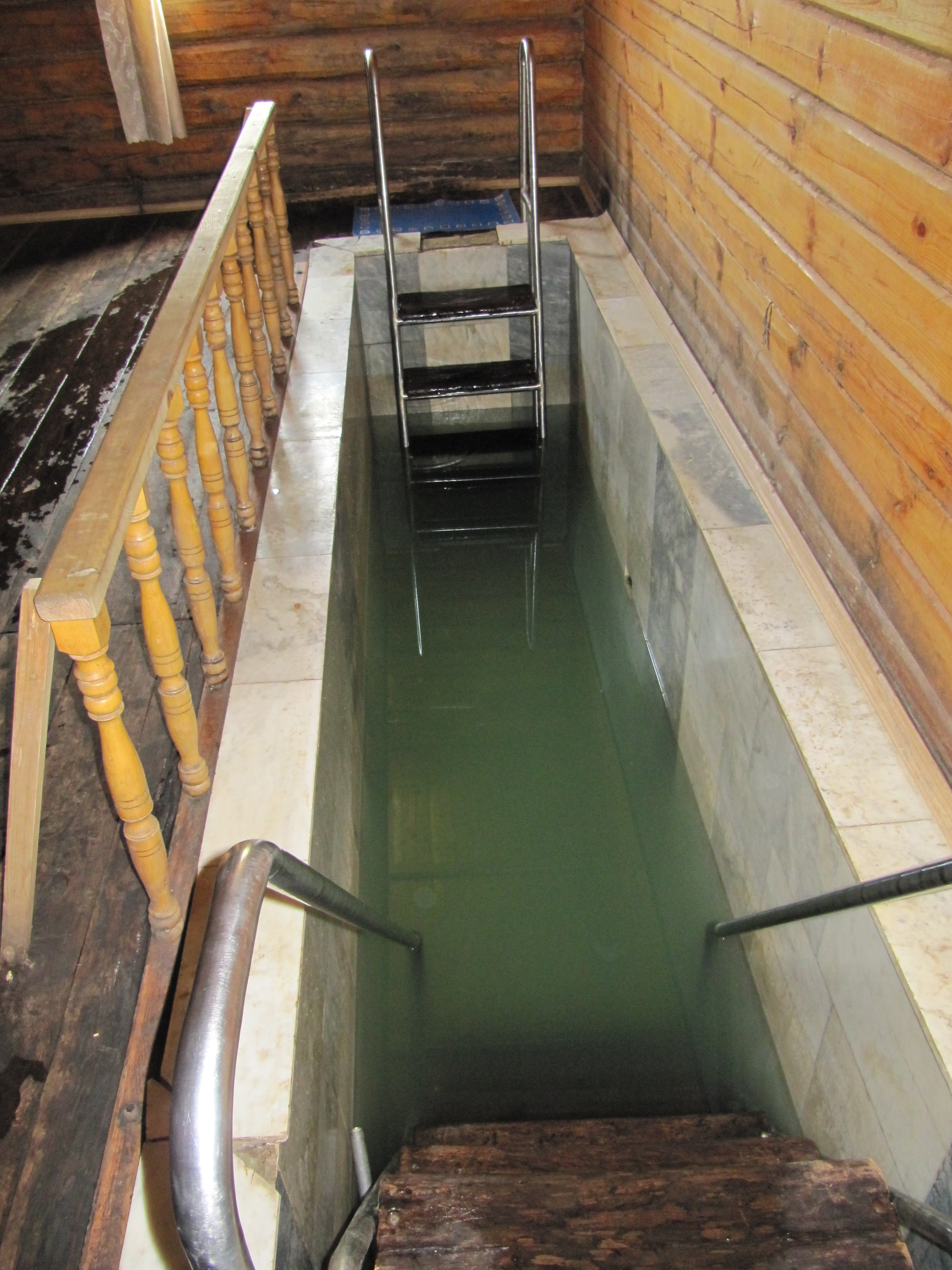
Купальня внутри
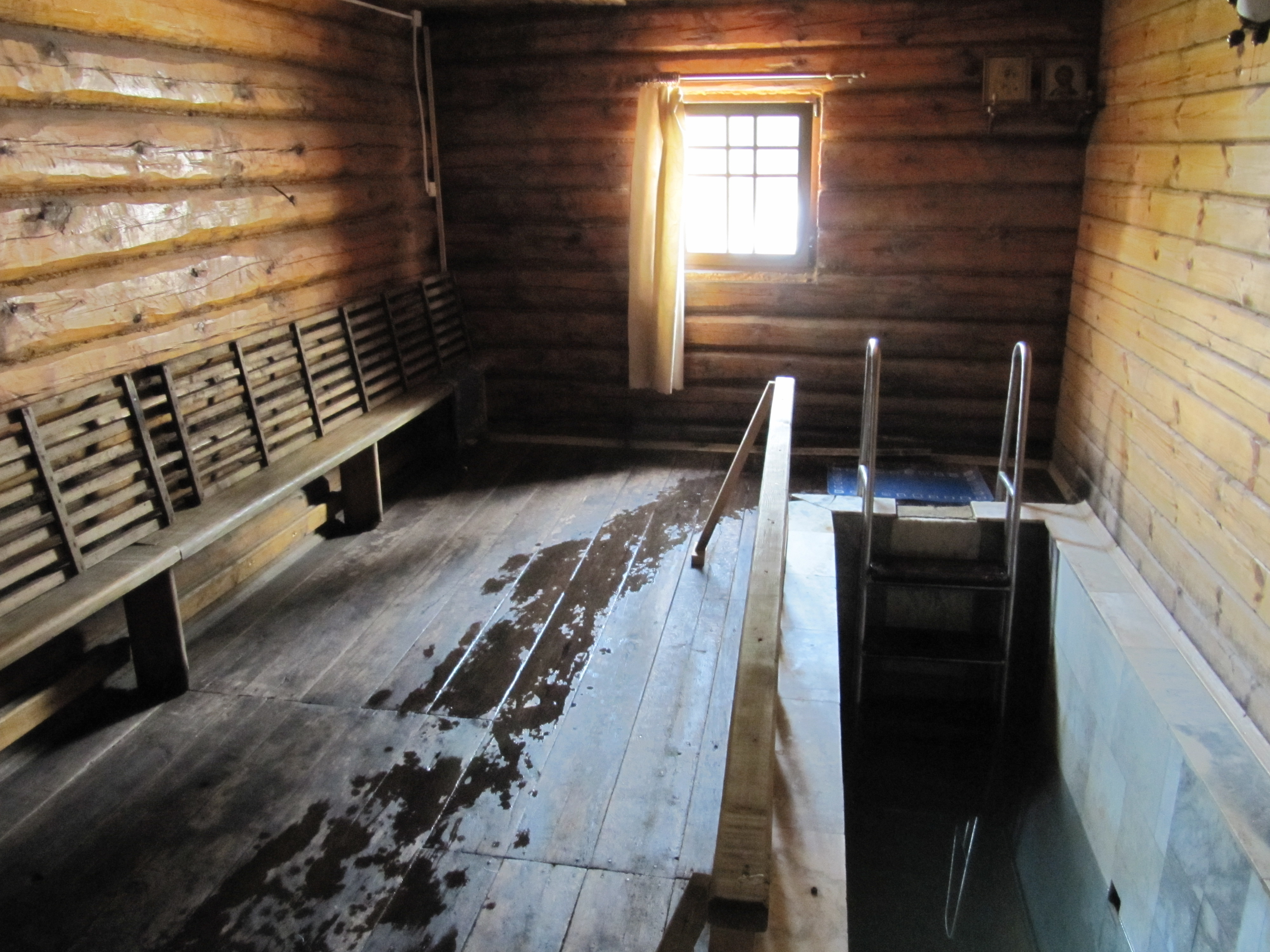
Купальня внутри